# برنارد بارس
برنارد بارس (انگلیسی: Bernard Baars؛ زادهٔ ۱ ژانویهٔ ۱۹۴۶) عصب‌پژوه، و استاد دانشگاه اهل ایالات متحده آمریکا است.
نظریه فضای کار سراسری (GWT)
نظریه ای درباره آگاهی است که توسط برنارد بارس و استن فرانکلین در اواخر دهه 1980 ساخته شد . در این نظریه ذهن جریان اطلاعات مختلف در مغز را یکپارچه کرده و تبدیل به یک فضای کلی به نام ( فضای کار سراسری ) می کند. این فضا  به مثابه یک تاتر می باشد که هر لحظه قطعه ای از اطلاعات وارد آن شده و نورافکن توجه بر آن می افتد . بر طبق این نظریه فرایند اطلاعات در ذهن به صورت گشتالت هایی موازی و ناخوداگاه هستند که هرکدام برای ورود به آگاهی در حال رقابت هستند و  هنگامی آگاهانه می شوند که نورافکن توجه به سمت آنها تابیده شود.  این نظریه مشابه مفهوم حافظه فعال می باشد . 